# تفجيرات مدرسة كابول 2021
في 8 مايو 2021، حدث تفجير سيارة مفخخة، تبِعه اثنان آخران بعبوة ناسفة (IED)، وقعت الانفجارات أمام مدرسة سيد الشهداء في منطقة داتشي بارشي التي يقطنها أغلبية شيعية من الهزارة، وتقع في غرب كابول، أفغانستان، تركت التفجيرات ما لا يقل عن 68 قتيلًا و165 جريحًا. غالبية الضحايا من الفتيات بين 11 و15 سنة. وقع الهجوم في حي تعرض لهجمات متكررة من قبل مسلحين ينتمون إلى تنظيم الدولة الإسلامية في العراق والشام (داعش) على مر السنين.
وعقب الهجوم، أعرب سكان دشت برشي عن غضبهم من انعدام الأمن في المنطقة. قال السكان إن الحكومة لم تفعل ما يكفي لتأمين المنطقة، على الرغم من علمها أنها تعرضت مرارًا وتكرارًا لهجمات من مسلحين ينتمون إلى داعش. وحمل العديد من السكان الرئيس الأفغاني أشرف غني المسؤولية عن الهجوم وأطلقوا هتافات ضد الحكومة الأفغانية وقوات الأمن.

## الخلفية
منطقة داشتي بارشي مأهولة بأفراد من أقلية الهزارة العرقية في أفغانستان. في عام 2018، قُتل 34 شخصًا في تفجير مدرسة وقتل حوالي 24 شخصًا في هجوم على نادي المصارعة في المنطقة. في عام 2020، قُتل 24 شخصًا في هجوم على مستشفى الولادة، وقتل حوالي 30 شخصًا عندما هوجم مركز دروس خصوصية إلكتروني في نفس المنطقة. وأعلن عناصر تنظيم الدولة الإسلامية (داعش) مسؤوليتهم عن معظم الهجمات. كما استهدفت طالبان الهزارة بالاضطهاد العنيف، وعارضوا تعليم الفتيات، وخاصة المراهقات.
وشهدت أفغانستان بشكل عام أيضًا زيادة كبيرة في القتال بين قوات الأمن الأفغانية وطالبان حيث يعمل الجانبان على السيطرة على مناطق إستراتيجية مع انسحاب القوات الأمريكية وقوات الناتو.

## الهجوم
انفجرت سيارة مفخخة أمام مدخل مدرسة سيد الشهداء. وهي مدرسة تقوم بتعليم الأولاد والبنات على حد سواء في نوبات، وكانت الطالبات فقط حاضرات وقت الهجوم.
ووصف مدرس بالمدرسة أن «انفجار سيارة مفخخة وقع أولاً، ثم وقع انفجاران آخران بالقرب من مدرسة البنات في كابول». وأيد متحدث باسم وزارة الداخلية البيان الذي قال إن الانفجار الأول كان عبارة عن سيارة مفخخة تلتها عبوتان ناسفتان.
وروت إحدى الطالبات المصابات أنها كانت تغادر المدرسة عندما وقع الانفجار، وبعد حوالي عشر دقائق وقع انفجار آخر تلاه بعد دقائق انفجار آخر. وتابعت أن الجميع كانوا مشوشين ويصرخون، والدماء والحطام والمتعلقات الشخصية متناثرة في جميع أنحاء الفناء.

## الإصابات
وفي أعقاب الانفجارات مباشرة، قُتل 58 شخصًا وأصيب أكثر من 160 آخرين. بعد يوم من الهجوم، توفي عشرة أشخاص في المستشفى، ليرتفع عدد القتلى إلى 68. وكانت غالبية الضحايا من تلميذات دون سن الثامنة عشرة. وذكر منسق برنامج المستشفى أنه جرى نقل معظم الجرحى وأن معظم المرضى تتراوح أعمارهم بين 12 و20 عاما.

## ما بعد الكارثة
ألقى الرئيس أشرف غني باللوم على طالبان في الهجوم، لكن المتحدث باسم طالبان ذبيح الله مجاهد نفى تورطها في الهجوم، في رسالة نشرت لوسائل الإعلام. كما أدان المتحدث باسم طالبان الهجوم وحمل تنظيم الدولة الإسلامية في العراق والشام (داعش) المسؤولية عن الهجوم. بالإضافة إلى ذلك، اتهم أيضًا وكالة المخابرات الأفغانية بالتواطؤ مع داعش.
وأدان العديد من أفراد عائلات الضحايا التقاعس المتصور من قبل الحكومة عن حماية السكان. قال أحد الأقارب: «الحكومة ترد بعد الحادث ولم تفعل شيئا قبل الحادث». أفاد سكان دشت برشي أن وصول المسؤولين إلى مكان الحادث استغرق ساعة واحدة على الأقل. وأثار التأخير في وصول الشرطة والاستخبارات وسيارات الإسعاف إلى الموقع غضب الحشد الذي بدأ بعد ذلك في مهاجمة سيارات الإسعاف وسيارات الشرطة. وحمل العديد من السكان الرئيس غني المسؤولية عن الهجوم وأطلقوا هتافات ضد الحكومة الأفغانية وقوات الأمن.